# Torre de Calella
La Torre de Calella és una torre de guaita i de defensa costanera, entre Calella de Palafrugell i Llafranc (Baix Empordà), catalogada com a bé cultural d'interès nacional.  És a la punta de la Torre, a l'est de la platja del Port Bo, i prop de la punta de Canons, possiblement anomenada pel fet que la torre era artillada.

## Història
El 28 de juny del 1597, el batlle general de Catalunya, a petició dels jurats de la vila de Palafrugell, va donar permís per a bastir una «torre rodona frontalisa» entre Calella i Llafranc, per ajuda i defensa dels ports i «expulsió de pirates lladres e mals homens». Era per tant un element de guaita i de defensa alhora, i fou construïda amb l'ajut dels habitants del terme i pescant en dies festius amb permís episcopal. També va ser utilitzada com a presó en algunes ocasions. El 1757 hi foren portats alguns dels pirates capturats davant el Cap Roig pel patró mataroní Joan Baptista Balansó. El 1782 moriren cinc persones dalt de la torre en explotar un dels tres canons que hi havia.

## Arquitectura
És una torre de pedra, de planta circular al cos inferior i semicircular a la part alta, atalussat a la base i amb una motllura encorbada a l'acabament del talús. Al cos superior, el parament que tanca el semicercle té un arc apuntat, actualment tapiat. La torre té diverses obertures amb llindes, algunes de les quals són balcons, i presenten inscripcions. A la porta inferior, rectangular que serveix actualment d'accés, hi apareix la data del 1836; a la finestra superior hi ha inscrit l'any 1599 i el monograma IHS. Conserva també un matacà i restes dels merlets de coronament.
La torre era aïllada, però a finals del segle xix o principis del xx s'hi adossà una casa a llevant, d'una planta de pedra i morter i amb alguns elements neogòtics.